# Sabine Kramer (Theologin)
Sabine Kramer (* 26. August 1962 in Erfurt) ist eine deutsche evangelische Theologin. Kramer ist seit 2018 Direktorin des Evangelischen Predigerseminars in Lutherstadt Wittenberg.

## Leben
Nach ihrem Abitur arbeitete Kramer von 1981 bis 1984 zunächst als Hilfsschwester in einem Krankenhaus. 1985 begann sie ein Studium der Evangelischen Theologie an der Humboldt-Universität zu Berlin, das sie 1991 beenden konnte. Noch im gleichen Jahr trat sie ein Vikariat in Oberschmon an und wurde im Anschluss Pfarrerin in Schmon, Leimbach und Ziegelroda (alles Ortsteile von Querfurt). 1997 übernahm Kramer das Studierendenpfarramt in Halle (Saale) und wurde 2002 Pfarrerin der Marktkirchengemeinde an der Marktkirche Unser Lieben Frauen zu Halle sowie stellvertretende Superintendentin.
2011 promovierte Kramer an der Theologischen Fakultät der Universität Leipzig im  Fach Kirchengeschichte mit einer Dissertation über Katharina von Bora zur Dr. theol. Ihre Arbeit erschien 2016 mit dem Titel Katharina von Bora in den schriftlichen Zeugnissen ihrer Zeit als 21. Band der Monografischen Reihe Leucorea-Studien zur Geschichte der Reformation und der Lutherischen Orthodoxie in der Evangelischen Verlagsanstalt. Bereits 2017 erfolgte eine 2. Auflage und eine Online-Ausgabe.
Auf Vorschlag des Kuratoriums wurde Kramer im Juni 2017 vom Präsidium der Union Evangelischer Kirchen in Deutschland zur neuen Direktorin des Evangelischen Predigerseminars in Wittenberg berufen, ein Amt das sie zum 1. Januar 2018 antrat. Am 21. Januar 2018 wurde sie in der Wittenberger Schlosskirche, wo sie auch einen Predigtauftrag innehat, in ihr neues Leitungsamt eingeführt.
Sabine Kramer ist Autorin und Herausgeberin zahlreicher Fachveröffentlichungen. Seit 2018 ist sie für die Herausgeberschaft und die Drucklegung der Monografischen Reihe Wittenberger Sonntagsvorlesungen des Wittenberger Predigerseminars verantwortlich. Für die DVD Herr und Frau Luther, eine Dokumentation des Evangelischen Fernsehens, war sie als Mitarbeiterin tätig. Sie ist mit Friedrich Kramer, dem derzeitigen Landesbischof der Evangelischen Kirche in Mitteldeutschland und Friedensbeauftragter des Rates der Evangelischen Kirche in Deutschland, verheiratet. Beide arbeiteten bereits als Studentenpfarrer in Halle zusammen. Das Paar hat zwei Töchter.

## Veröffentlichungen (Auswahl)
- Die Marktkirche Unser Lieben Frauen zu Halle. als Herausgeberin und Mitautorin, Stekovics, Halle 2004, ISBN 978-3-89923-071-0.
- Die Marktkirche Unser Lieben Frauen in Halle, Saale. als Mitautorin, Deutscher Kunstverlag, Berlin / München 2009, ISBN 978-3-422-02245-4.
- Der Marienaltar in der Marktkirche zu Halle. Bildprogramm und Geschichte. als Herausgeberin und Mitautorin, Mitteldeutscher Verlag, Halle 2012; ISBN 978-3-89812-851-3.
- Kirche in der Zeitenwende. Die Marktkirche Unser Lieben Frauen zu Halle in Spätmittelalter und Reformationszeit. als Mitautorin, Mitteldeutscher Verlag, Halle 2013; ISBN 978-3-95462-123-1.
- Katharina von Bora in den schriftlichen Zeugnissen ihrer Zeit. (Dissertationsschrift), Evangelische Verlagsanstalt, Leipzig 2016, ISBN 978-3-374-03253-2, DNB 1014030307.
- Die Luthers medial. Nachklänge zu einem Jahrhundert-Jubiläum. als Herausgeberin, Drei Kastanien Verlag, Lutherstadt Wittenberg 2018, ISBN 978-3-942005-74-6.
- Von Krieg und Frieden. „dass es weder Hauens noch Stechens bedarf“. als Herausgeberin, Drei Kastanien Verlag, Lutherstadt Wittenberg 2019, ISBN 978-3-942005-76-0.
- Alt und lebenssatt? Das Alter in Perspektiven der Reformationszeit und der Gegenwart. als Herausgeberin, Drei Kastanien Verlag, Lutherstadt Wittenberg 2022, ISBN 978-3-942005-77-7.